# Minato Soft
Minato Soft (みなとそふと) es un estudio japonés de novelas visuales para adultos de Howk eye Corporation. 
Howk eye fundó una marca hermana llamada Whale (ホエール) en 2010.

## Trabajos
- Kimi ga Aruji de Shitsuji ga Ore de (25 de mayo de 2007)

- Maji de Watashi ni Koishinasai! (28 de agosto de 2009)

- Maji de Watashi ni Koishinasai! S (27 de enero de 2012)

- Maji de Watashi ni Koishinasai! A (16 de enero de 2013)

- Yūki Yūna wa Yūsha de Aru (17 de diciembre de 2014)[1]

- Kurogane Kaikitan (29 de enero de 2015)[2]

- Shōjotachi wa Kōya o Mezasu (25 de marzo de 2016)

## Whale
- Ore no Kanojo wa Hito de Nashi (24 de diciembre de 2010)